# 트라이포스포노 인산
트라이포스포노 인산(영어: triphosphono phosphate)은 가장 단순한 분지형 폴리인산이다. 트라이포스포노 인산은 육양성자산으로 인산 모노 에스터를 제조하는 데 사용된다.

## 같이 보기
- 인산
- 폴리인산